# Os sesamoideum tibialis posterioris
Os sesamoideum tibialis posterioris is de benaming voor een accessoir voetwortelbeentje dat soms als extra ossificatiepunt ontstaat gedurende de embryonale ontwikkeling. Bij diegenen bij wie het botje voorkomt, bevindt het botje zich in de pees van de musculus tibialis posterior, aan de mediale, plantaire zijde van de voetwortel.
Het sesambeentje is op röntgenfoto's moeilijk te herkennen. Soms wordt een os sesamoideum tibialis anterioris onterecht aangemerkt als afwijkend, losliggend botdeel of als fractuur.